# パウリーネ・ブレマー
パウリーネ・ブレマー（Pauline Bremer、1996年4月10日 - ）は、ドイツ・ドランスフェルト出身のプロサッカー選手。ドイツ女子代表。VfLヴォルフスブルク所属。ポジションはフォワード。

## 経歴

### クラブ
出身地にほど近いSVGゲッティンゲンでプレーを始め、2012年に1.FFCトゥルビネ・ポツダムに移籍しプロデビュー 。
2015年6月、オリンピック・リヨンに移籍。
2017年、ルーシー・ブロンズとのトレードでマンチェスター・シティに移籍。

### 代表
各年代でドイツ代表に選出されている。2013年のUEFA U-19女子選手権では6得点を挙げ得点王を獲得した。
18歳の誕生日に開催された2015 FIFA女子ワールドカップ・ヨーロッパ予選・スロベニア戦でA代表初キャップ。
2014 FIFA U-20女子ワールドカップではチーム最多の5得点を挙げ優勝に貢献、自身もシルバーシューを受賞した。

## タイトル

### クラブ
オリンピック・リヨン
- フランス女子サッカーリーグ:  2015-16, 2016-17
- クープ・ドゥ・フランス・フェミニン:  2015-16, 2016-17
- UEFA女子チャンピオンズリーグ:  2015-16, 2016-17

### 代表
- FIFA U-20女子ワールドカップ: 2014
- UEFA U-17女子選手権: 2014

### 個人
- フリッツ・ヴァルター・メダル: 銀メダル（2014）, 金メダル（2015）
- FIFA U-20女子ワールドカップシルバー・シュー: 2014
- UEFA U-19女子選手権得点王: 2013

## 代表でのゴール
| Bremer – goals for Germany | Bremer – goals for Germany | Bremer – goals for Germany | Bremer – goals for Germany | Bremer – goals for Germany | Bremer – goals for Germany | Bremer – goals for Germany |
| #                          | Date                       | Location                   | Opponent                   | Score                      | Result                     | Competition                |
| -------------------------- | -------------------------- | -------------------------- | -------------------------- | -------------------------- | -------------------------- | -------------------------- |
| 1.                         | 2015年9月18日              | ハレ                       | ハンガリー                 | 5–0                        | 12–0                       | UEFA欧州女子選手権2017予選 |
| 2.                         | 2015年9月18日              | ハレ                       | ハンガリー                 | 10–0                       | 12–0                       | UEFA欧州女子選手権2017予選 |
| 3.                         | 2015年9月18日              | ハレ                       | ハンガリー                 | 12–0                       | 12–0                       | UEFA欧州女子選手権2017予選 |